# 오시리스
오시리스(Osiris, Asar, Aser, Ausar, Ausir, Wesir, Usir, Usire, Ausare)는 고대 이집트 신화에 나오는 남신이며 풍요, 농업, 내세, 부활, 생명, 초목의 남신으로서 저승 세계를 믿는 고대 이집트의 종교에서 죽은 사람을 다시 깨운다고 믿었다. 오시리스를 둘러싼 신화는 특히 아내이자 누이인 이시스 그리고 세트와의 싸움으로 잘 알려져 있다. 파라오는 오시리스의 화신으로 받들어졌다.

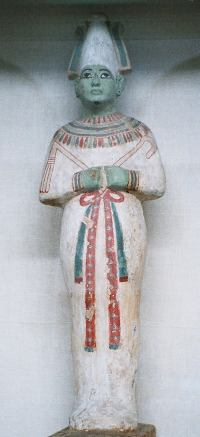
오시리스 상

생산의 신인 오시리스는 이집트의 왕으로서 군림하여 사람들의 절대적인 지지를 받지만, 이것을 시기한 세트에 의해 살해당한다. 이 때 오시리스의 시체는 뿔뿔이 흩어지게 되어 나일강에 뿌려졌지만, 이시스에 의해 수습되어 부활하게 된다. 하지만 이미 죽은 상태라 지상으로 나올 수는 없고, 명계의 왕으로서 군림해 죽은 자들을 재판하는 역할을 맡게 된다. 그 이후로 오시리스는 부활과 재생을 의미하기도 한다.
오시리스의 죽음과 부활의 모티브는 계절에 따른 식물의 죽음과 탄생을 설명하며, 식물신(농경신)으로서의 입장을 나타낸다. 그의 피부가 그림이나 조각상에서와 같이 녹색을 띄우는 것도 그러한 의미가 담겨져있기 때문이다. 한편으로는 온기를 잃고 차갑게 식어버린 시체의 피부색을 상징하기도 한다.
그의 몸은 죽은 상태라는 것을 보여주듯 아마천에 싸여 있는 미라 같은 모습을 하고 있다.

## 참고 자료
- 이 문서에는 다음커뮤니케이션(현 카카오)에서 GFDL 또는 CC-SA 라이선스로 배포한 글로벌 세계대백과사전의 내용을 기초로 작성된 글이 포함되어 있습니다.